# Vinci 2
Vinci 2 – polska sensacyjna komedia kryminalna z 2025 roku w reżyserii Juliusza Machulskiego na podstawie scenariusza napisanego przez niego wspólnie z Robertem Więckiewiczem.

## Fabuła
Kontynuacja filmu Vinci, z akcją rozpoczynającą się w 2024 roku. Jeden z głównych bohaterów, stawszy się emerytem, mieszka w Hiszpanii, w Andaluzji, gdzie otrzymuje propozycję udziału w kolejnym przestępstwie. Decyduje się przerwać spokojną emeryturę za granicą i wrócić do Polski.

## Obsada
- Borys Szyc – Julian „Szerszeń” Paulewicz,
- Robert Więckiewicz – Robert „Cuma” Cumiński,
- Kamilla Baar – Magda,
- Marcin Dorociński – policjant Łukasz Wilk,
- Łukasz Simlat – policjant Marcin Kudra,
- Jędrzej Hycnar – „Cień”,
- Piotr Witkowski – „Duch”.

## Produkcja
Zdjęcia do filmu rozpoczęto latem 2024 roku. Sceny nagrywano m.in. w Krakowie. Oprócz bohaterów pierwszej części, reżyser zaprosił przed kamerę przedstawicieli młodszego pokolenia aktorów oraz m.in. członków swej rodziny.
„Vinci 2” w ciągu premierowego weekendu wyświetlania przyciągnął około 160 tys. kinowych widzów. Polska produkcja znalazła się wtedy na czele filmowej listy przebojów. Film nie jest oceniany jednoznacznie.